# Szergej Viktorovics Lavrov
Szergej Viktorovics Lavrov (oroszul: Сергей Викторович Лавров; Moszkva, 1950. március 21. –) orosz diplomata, politikus, 2004. március 4-től az Oroszországi Föderáció külügyminisztere.
1972-ben végzett a moszkvai Nemzetközi Kapcsolatok Intézetében (MGIMO). 1972–1976 között előbb gyakornokként, majd attaséi rangban a Szovjetunió Srí Lanka-i nagykövetségén dolgozott.
1976-ban visszatért Moszkvába, ahol a Szovjetunió Nemzetközi Gazdasági Kapcsolatok részlegén dolgozott. Az itteni munka révén többször is kapcsolatba került nemzetközi szervezetekkel, többek közt az ENSZ-szel is. 1981–1988 között New Yorkba küldték a szovjet delegáció tagjaként, mint tanácsadó. 1988–1990 között a Szovjet Nemzetközi Gazdasági Kapcsolatok helyettes vezetője volt. 1990–1992 között a Szovjet Külügyminisztérium Nemzetközi Szervezetek osztályának igazgatója lett. Ebben a minisztériumban dolgozott 1994-ig, amikor visszatért az ENSZ-be, mint Oroszország állandó képviselője. Ebből a pozícióból lépett a külügyminiszteri pozícióba 2004-ben.
2021-ben megkapta a Magyar Érdemrend parancsnoki keresztje a csillaggal kitüntetést.